# Vuelo 676 de China Airlines
El vuelo 676 de China Airlines se estrelló en una zona residencial en la carretera en Taoyuan cerca del Aeropuerto Internacional de Taiwán Taoyuan, Taiwán, en la noche del lunes 16 de febrero de 1998.
El A300, registrado como B-1814, se dirigía desde el Aeropuerto Internacional de Ngurah Rai en Bali, Indonesia, a Taipei, Taiwán. El tiempo era adverso, con lluvia y niebla cuando la aeronave se acercaba al Aeropuerto Internacional de Chiang Kai-shek, por lo que el piloto ejecutó una aproximación frustrada. Después de que se autorizó al avión a aterrizar en la pista 05L, se desconectó el piloto automático y los pilotos intentaron realizar una maniobra de aproximación fallida manual. El avión disminuyó repentinamente la velocidad, se inclinó 40°, se elevó 300 m (1.000 pies), provocando una entrada en pérdida y se estrellara contra un barrio residencial, estallando en llamas a las 4:20 pm hora local. Las 196 personas a bordo murieron (incluido el gobernador del banco central de Taiwán, Sheu Yuan-dong, su esposa y tres funcionarios del banco central.)) junto con siete personas en tierra. Hsu Lu, director de la estación de radio Voice of Taipei, dijo que un niño fue sacado vivo de entre los escombros y luego falleció en un hospital a causa de sus heridas graves.
En el momento del accidente, se trataba del accidente de aviación más mortífero en suelo taiwanés hasta el accidente del vuelo 611 de China Airlines. China Airlines tenía 12 Airbus A300 en su flota en el momento del accidente

## Aeronave y tripulación
La aeronave implicada en el accidente fue un Airbus A300B4-622R, con matrícula B-1814. Fue entregado a China Airlines el 14 de diciembre de 1990 y estaba propulsado por dos motores Pratt & Whitney PW4156. El número de serie de la aeronave era 578 y realizó su vuelo inaugural el 16 de octubre de 1990. Tenía 7,3 años en el momento del accidente y había completado 20.193 horas de vuelo.  El vuelo fue realizado por el Capitán Kang Long-Lin, de 49 años, quien se unió a China Airlines en 1990, y tuvo un tiempo total de vuelo de 7.226 horas (2.382 de ellas en el Airbus A300). El primer oficial Jiang Der-Sheng, de 44 años, se unió a China Airlines en 1996, y tuvo un total de 3.550 horas de vuelo (304 de ellas en el Airbus A300). Ambos pilotos estuvieron anteriormente en la Fuerza Aérea de la República de China. En el vuelo habían 175 ciudadanos taiwaneses, junto con cinco estadounidenses, un francés y un indonesio.
| Nacionalidad       | Total |
| ------------------ | ----- |
| República de China | 175   |
| Estados Unidos     | 5     |
| Francia            | 1     |
| Indonesia          | 1     |
| Total              | 182   |

## Accidente
El avión despegó del Aeropuerto Internacional Ngurah Rai, Bali, con destino al Aeropuerto Internacional Chiang Kai-Shek, Taipéi, Taiwán, con 182 pasajeros y 14 tripulantes a las 15:27.
El Airbus A300 llevó a cabo una aproximación con sistema de aterrizaje por instrumentos/equipo de medición de distancia (ILS/DME) a la pista 05L del aeropuerto Taipei Chiang Kai Shek bajo una lluvia ligera y niebla, pero llegó a 1.000 pies (300 m) demasiado alto por encima de la senda de planeo (a 1.515 pies (462 m) y 1,2 millas náuticas (1,4 millas; 2,2 km) antes del umbral de la pista). Se aplicó potencia de giro de 19 segundos después, se levantó el tren de aterrizaje y se colocaron los flaps en 20° mientras el avión ascendía 1.700 pies (520 m) en un ángulo de inclinación de 35.º
Al alcanzar 2.751 pies (839 m) (42,7° de inclinación, 45 nudos (52 mph; 83 km/h) de velocidad), el A300 entró en una entrada en pérdida. No se pudo recuperar el control, ya que el avión cayó y se estrelló contra el suelo a 200 pies (61 m) a la izquierda de la pista. Luego avanzó, chocó contra un poste de servicios públicos y una franja divisoria de la Carretera Provincial 15 y patinó hacia varias casas, rodeadas de piscifactorías, arrozales, fábricas y almacenes, y explotó, matando a todos a bordo.
El clima tenía una visibilidad de 2400 pies (730 m), un alcance visual en la pista 05L de 3900 pies (1200 m), 300 pies (91 m) de techo de nubes, 3000 pies (910 m) nublado.

## Investigación y causa
Los investigadores de taiwaneses recuperaron los grabadores de vuelo y descubrieron una serie de errores en la cabina de la tripulación:

ATC: Despejado para aterrizar DYNASTY 676.
Capitán: Copiado ATC
Capitán: Iniciando aproximación y lista de verificación de aterrizaje
Copiloto: Tren de aterrizaje F/O , Tres verdes.
Capitán: antideslizante, Slat, Spoiler, frenos de aire, luces, 
Copiloto: Todo activado señor
Alarma: ¡Piloto automático desactivado!
Capitán: OK, lista de verificación de aterrizaje completa 

En la aproximación inicial a tierra, la aeronave se encontraba a más de 300 m por encima de su altitud normal cuando se encontraba a sólo 6 millas náuticas del aeropuerto. No obstante, continuó con la aproximación. Sólo al acercarse al umbral de la pista se inició una maniobra de Aproximación fallida. Durante este tiempo, el piloto había empujado el timón de control hacia adelante y el piloto automático del avión estaba desactivado, pero no era consciente de ello, por lo que durante el vuelo, no hizo nada para tomar activamente el control del avión, ya que pensó que el piloto automático iniciaría la maniobra. Durante 11 segundos el avión no estuvo bajo control de nadie.
Después de que los investigadores escucharán la grabación mostraba una aproximación normal minutos después los investigadores se aterrorizan por los momentos finales del accidente:

Capitán: ATC aproximación fallida por mal tiempo
Copiloto: Activando sistema Go Around
ATC: Recibido DYNASTY 676, giren 40° en rumbo de nueva aproximacion
Capitán: Copiado.... ATC
Alarma: Angulo de Banqueo!!, Angulo de Banqueo!!
Alarma: Muy Bajo!!, Ascienda!!, Muy bajo, Ascienda!!
Copiloto: Preparate, ascienda capitán
Capitán: No está subiendo.... Que está pasando?....
Alarma: STALL!!, STALL!!, STALL!! 
Capitán: Estamos cayendo...
Copiloto: Baje la nariz!, baje la nariz! 
Alarma: Terreno!!!, Terreno!!!, Terreno!!!, Ascienda!!!
ATC: Dynasty 676, ¿confirme Go around?
Alarma: Terreno!!, Terreno!!, Ascienda!!, Ascienda!!
Capitán: Oh Dios mío....
(La aeronave impacta el suelo) 

De acuerdo a la CVR, las últimas palabras del capitán eran '¡OH! ¡Dios mío!'. Este fue rodeado por la alarma de proximidad y las advertencias.
Tras una investigación formal que continuó durante casi dos años, un informe final elaborado por un grupo de trabajo especial de la Administración de Aviación Civil concluyó que el error del piloto fue la causa del accidente del vuelo 676. El informe concluye criticando a China Airlines por «formación insuficiente» y «mala gestión de los recursos en la cabina del piloto».

## Consecuencias

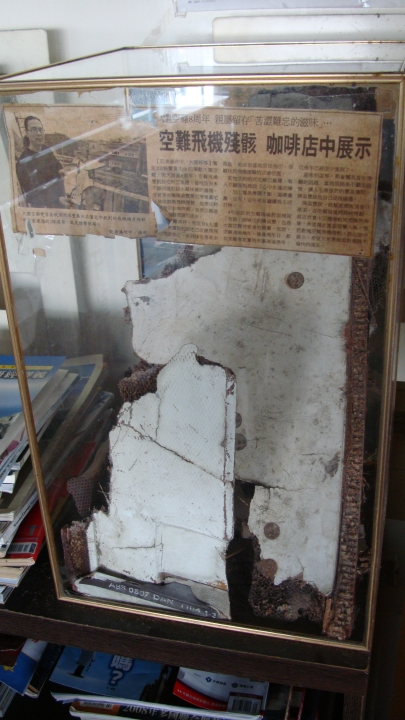
La pieza del Vuelo 676 de China Airlines.

Después del accidente, el vuelo número 676 de China Airlines fue retirado y cambiado al vuelo 772; Todavía fue operado por el Airbus A300 hasta que fueron reemplazados por aviones Airbus A330.
El A300 estuvo en la flota de China Airlines hasta 2006, cuando fue sustituido por los aviones Airbus A330-300 y Boeing 747-400.

## Filmografía
Este accidente fue presentado en la vigesimocuarta temporada de la serie de televisión canadiense Mayday: catástrofes aéreas, titulado «Once segundos mortales».